# Bassila
Bassila ist eine Stadt und Kommune im Départment Donga im westafrikanischen Land Benin.

## Geschichte
Die Gemeinde hat eine Fläche von 5.661 km² und hatte 2013 eine Einwohnerzahl von 130.770. Die Fernstraße RNIE 3 durchläuft die Stadt Bassila an der Grenze zu Togo, daher ist der Großteil der Bevölkerung togoischer Herkunft. Zu Bassila gehören (Stand 2013) 30 Dörfer. Die Stadt unterhält seit 2005 eine Städtepartnerschaft mit dem saarländischen Ort Sulzbach.

## Sport
Die Fédération Béninoise de Football betreibt seit 2011 im Ort die Bassila Foot Academie und bildet vorwiegend Jugendliche aus armen Verhältnissen im Fußball aus.

## Söhne und Töchter der Stadt
- Alphonse Amadou Alley (1930–1987), Politiker

## Städtepartnerschaften
- Sulzbach/Saar